# 江南町
江南町（こうなんまち）は、埼玉県の北部に位置していた町である。町名は荒川の南岸にあるため、昔から江南地域と呼ばれていたことに由来する。
熊谷市との合併調印が締結され、2006年11月10日に総務大臣より告示された。これにより2007年2月13日、江南町は熊谷市に編入合併した。

## 地理
埼玉県北部の大里郡南端、荒川の右岸に位置する。町北部は荒川の沖積地帯にあり、町中央部は、江南台地と呼ばれる洪積台地上にあり、町南部は比企丘陵北端にあたる。
沖積地は荒川の氾濫原で、台地下部を東流する和田吉野川以北に広がり、部分的に下位段丘は、深谷市（旧川本町）畠山から江南町三本まで見られ、これより下流では沖積地へ埋没していると考えられている。沖積地との比高差は1m前後で、段丘礫層で構成されており、ローム層に被覆されていない。沖積地は、現在土地改良が行われ、穀倉地帯となっており、その中に自然堤防状の微高地が点在し、集落が存在している。標高46 - 34m、荒川との比高差9 - 12mを測る。

### 江南台地
江南台地は、寄居町金尾付近より江南町を経て、熊谷市吉岡地区・大里地区（旧大里町）に至る東西17km、南北3kmにわたる幅狭な洪積台地である。江南台地は、台地の基盤となる荒川中位段丘の発達した第三紀層上に秩父古生層を起源とする砂礫層（層厚8 - 20m）の上に、川本粘土層とされる灰白色の粘土層（層厚2 - 5m）、下部を新期ローム層（層厚1 - 2m）に、また、上部を南関東の立川ローム層に対比されている大里ローム層と称されているローム層（層厚1 - 2m）が堆積し、表層に腐植土がのっている。台地の海抜高度は、上流の寄居町木持付近で140m、深谷市（旧川本町）上本田付近で80m、台地末端にあたる熊谷市平塚新田付近で45mとなり、下流方向にしだいに低くなっている。台地の北・東側は、荒川およびその沖積地に面し、比高差10 - 15m程の崖線で画され、崖線下には和田吉野川が流れている。台地上には平地林が発達し、狭小な開析谷や埋没谷が複雑に入り組み、その最奥部および開口部には溜池が築かれており、独特な自然景観を醸し出している。

### 比企丘陵
比企丘陵は外秩父山地から東方に半島状に突き出した丘陵であり、北部は江南台地、南部は東松山台地、東部は吉見丘陵に接している。丘陵内では、高根山（標高105m）、二宮山（標高132m）、大立山（標高113m）など標高100m前後の山が、丘陵の西半分の地域に散在して突出した地形をつくるが、全体的には100m以下の丘陵地形をつくっている。丘陵内部には、市ノ川・滑川およびその支流による開析が進み、広い谷底と小谷が発達している。この開析谷は、北西 - 南東あるいは南北の方向をもつものが多く、これらの谷頭は丘陵の北側に極端に偏り、分水嶺は丘陵の北縁近くに偏在する。このため、丘陵北縁を東流する和田川の支谷は、未発達となっている。
江南町域においては、高根山から派生する丘陵と、滑川町和泉地区から派生する二つの尾根筋があり、嵐山町とは西側の谷を流れる滑川で区分されている。
本丘陵は、地質学的には新生代第三紀層に相当し、礫岩・砂岩・泥岩・凝灰岩等の互層によって構成されている。層序は、下位より、前期中新世に属する七郷層（凝灰岩質で緑色変質が特徴。層厚830m以上）、中期中新世に属する小園層（粗粒砂岩を主体とし、礫岩・泥岩・凝灰岩を伴う。層厚300m。）、荒川層（砂岩・泥岩の互層で、下部に礫岩を伴う。層厚350m）、土塩層（砂質泥岩を主体とし、砂岩・凝灰岩を伴う。層厚350m）、後期中新世に属する楊井層（礫岩を主体とし、砂岩・凝灰岩を伴う。層厚300m）となり、これらの中新統を不整合に覆って更新世に属する物見山礫層が分布している。

### 隣接していた自治体
- 熊谷市
- 深谷市
- 比企郡
  - 滑川町
  - 嵐山町

## 歴史

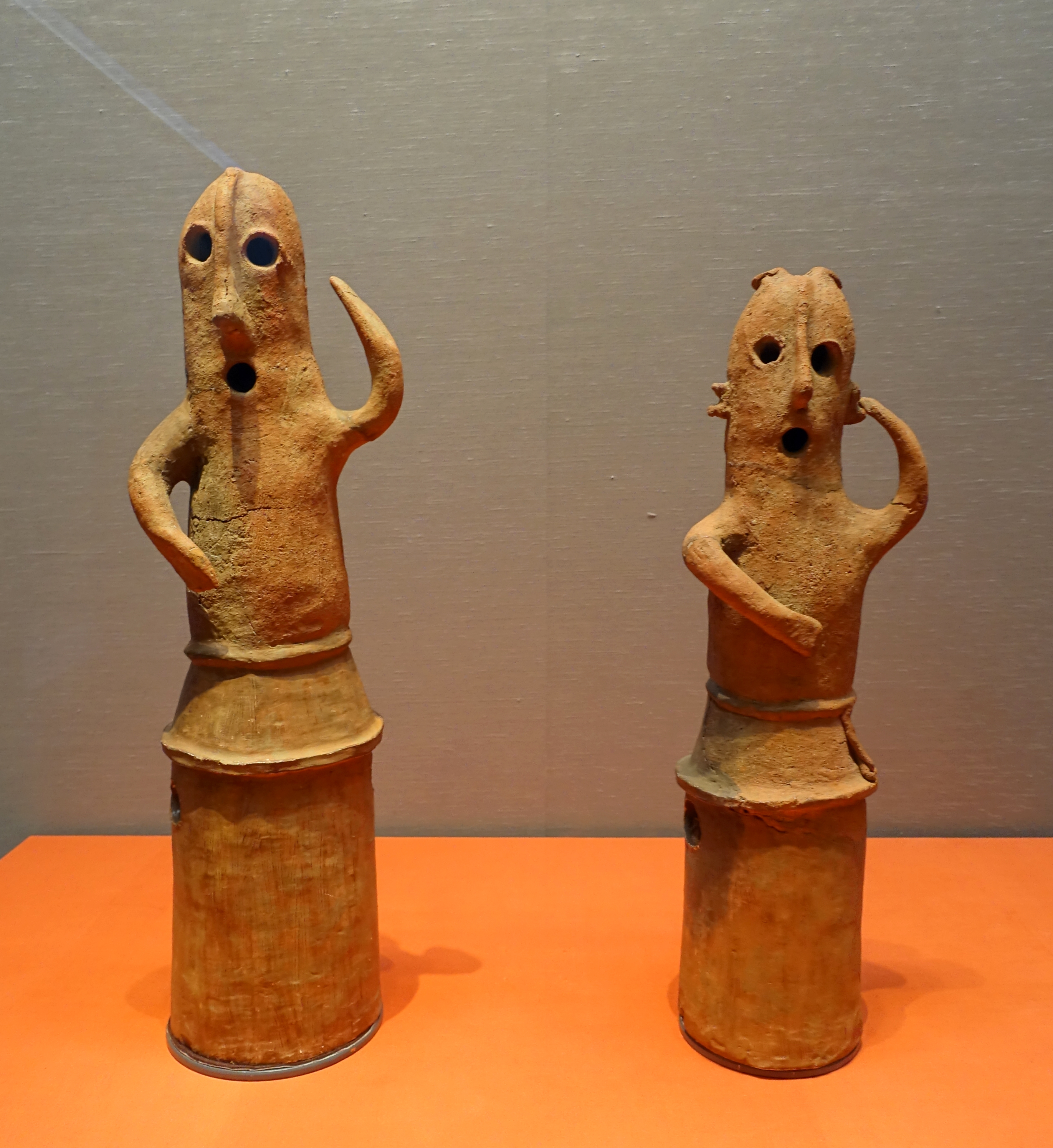
「埴輪 踊る人々」（東京国立博物館蔵）

町の台地上から旧石器時代や縄文時代の遺物が出土する。前方後方墳2基を含む塩古墳群が所在する。埼玉県北部の代表的な古式古墳群（古墳時代前期群集墳）である。20基以上の円墳からなる野原古墳群からは男女1対の踊る埴輪（東京国立博物館蔵）が出土した。合わせて90基以上の古墳が現存する。古代の武蔵国男衾郡に含まれ、出雲乃伊波比神社は延喜式内社と伝えられる。また1227年（嘉禄3年）銘のある日本最古の板碑が残る。江戸時代には忍藩領、幕府領、旗本領が混在していた。

### 沿革
- 1955年1月1日 - 御正村、小原村が合併して江南村が成立。
- 1985年11月1日 - 町制施行、江南町となる。
- 2007年1月27日 - 江南町閉町式挙行
- 2007年2月13日 - 熊谷市に編入。

## 行政

### 歴代首長
| 代（村長） | 氏名         | 就任          | 退任           |
| ---------- | ------------ | ------------- | -------------- |
| 初         | 長谷川喜三郎 | 1955年2月13日 | 1959年1月25日  |
| 2          | 馬場榮一     | 1959年2月4日  | 1963年2月3日   |
| 3          | 松本芳治     | 1963年2月4日  | 1965年8月7日   |
| 4 - 5      | 杉田武喜     | 1965年8月22日 | 1973年8月21日  |
| 6 - 8      | 茂木秋廣     | 1973年8月22日 | 1984年10月12日 |
| 9          | 柴田忠雄     | 1984年12月2日 | 1985年10月31日 |
| 代（町長） | 氏名         | 就任          | 退任           |
| 初 - 4     | 柴田忠雄     | 1985年11月1日 | 2000年12月1日  |
| 5 - 6      | 福田征芳     | 2000年12月2日 | 2007年2月12日  |

### 合併協議
- 熊谷市、大里町、妻沼町との合併協議会に参加していたが、2004年3月に実施された住民投票の結果を受けて、江南町のみが離脱した。
- しかし、財政が厳しく、数年後には財政再建団体に転落することになるという試算までもが出たため、江南町議会の合併推進派が再度合併に向けて活動。住民からの署名活動（過半数取得）を経て、2006年1月26日臨時町議会で新しい熊谷市と合併協議会の設置を求める決議、福田町長が熊谷市の富岡清市長に合併協議の申し入れ、江南町議会と熊谷市議会がそれぞれ2006年3月3日・3月20日に、合併協議会設置の議案を賛成多数で可決。再度合併協議が行われることになった。
- 2006年4月1日に合併協議会を設置、7月13日に合併協定調印式を行った。そして、7月24日に熊谷市・江南町両議会で賛成多数で合併を可決、7月27日に埼玉県知事への申請、10月12日には埼玉県議会で合併が可決、10月18日に知事による合併の決定と総務省届出がされた。そして、11月10日の官報で総務大臣より告示され法的にも確定した。
なお、町内では、合併反対派住民が、過半数を取得した町民署名を無視して、以前の住民投票の結果を盾に反対運動を展開していた。[要出典]2015年現在においても、合併に至る経緯を無視して、住民投票の結果を盾に旧江南町の分離を求める旧町民が存在する[1]。

### 県の施設
- 埼玉県農林総合研究センター畜産研究センター（旧県立畜産試験場）
- 埼玉県立循環器・呼吸器病センター
- 埼玉県立北高等看護学校
- 埼玉県立動物指導センター
- 埼玉県立農業教育センター

## 教育

### 公立
- 江南町立江南中学校
- 江南町立江南北小学校
- 江南町立江南南小学校

### 私立
- 立正大学熊谷キャンパスの敷地が野原にかかる（所在地としては、旧熊谷市の万吉）

## 経済
純農村地帯であったが、戦後台地上に工場が進出し、宅地化も進んだ。

## 交通

### 鉄道
町内を鉄道路線は走っていない。鉄道を利用する場合、利用しやすいのはJR東日本上越新幹線および高崎線、秩父鉄道秩父本線の熊谷駅。

### 道路
- 熊谷東松山道路
- 県道
  - 埼玉県道11号熊谷小川秩父線
  - 埼玉県道47号深谷東松山線
  - 埼玉県道81号熊谷寄居線
  - 埼玉県道130号江南本田線
  - 埼玉県道173号玉川熊谷線

## 名所・旧跡・観光スポット・祭事・催事
- 江南町町民祭（毎年11月初旬）
- 重要文化財平山家住宅（大字樋春地内）
- 文殊寺大縁日（毎年2月25日）
- 嘉禄銘板石塔婆（大沼公園）
- 埼玉県指定史跡塩古墳群（大字塩地内）
- 江南町指定史跡寺内古代寺院跡（大字板井地内）
- 江南町指定史跡権現坂埴輪窯跡群（大字千代地内）
- 江南町指定史跡行人塚古墳（大字成沢地内）

## その他
- 日本の音風景100選：荒川・押切の虫の声
- 郵便番号は以下の通りとなっている。
  - 郵便事業熊谷支店（熊谷市）：360-00xx、360-08xx、360-85xx、360-86xx、360-87xx、360-01xx、360-02xx